# Привід (фільм, 1986)
«Привід» — радянський двосерійний фільм 1986 року, знятий режисером Олександром Полинніковим на Одеській кіностудії.

## Сюжет
За мотивами однойменної повісті О. Жукова. Йде товариський суд. Домашній кіт Адам звинувачується у крадіжці ковбаси з магазину, каченят з колгоспної птахоферми та багатьох інших гріхах, які списують на бідолаху буквально всі жителі села.

## У ролях
- Леонід Неведомський — Дмитро Соловей, колгоспний радист, голова товариського суду
- Олександр Пашутін — Сеня Хромкін, колгоспний механік
- Володимир Самойлов — Андрон Мартим'янович Тишков, господар кота
- Галина Польських — Клавдія Маєшкіна, робітниця молочної ферми
- Лія Ахеджакова — Віолетта, бібліотекарка
- Раїса Рязанова — Анька Бурєломова, продавчиня
- Сергій Плотников — Чернов, Кирилич
- Костянтин Степанков — Примак, шкільний воєнрук
- Олексій Миронов — Федя-Вася, колишній дільничний Федір Васильович Пуговкін
- Алла Будницька — Ірина Федорівна, директор клубу
- Микола Парфьонов — Заботкін, директор магазину
- Олександр Бєлявський — Степан Якович Митарін, голова колгоспу, батько Кості
- Андрій Коробков — Костя, керівник та музикант шкільного ансамблю
- Ганна Назар'єва — Настя та Катя, дочки Сені, музикантки шкільного ансамблю
- Олексій Фомкін — Мишко, барабанщик шкільного ансамблю
- Олександр Панкратов-Чорний — В. І. Шатунов, позбавлений прав водія
- Капітоліна Іллєнко — Прошкіна
- Лідія Корольова — Марфа, дружина Чернова
- Гіві Тохадзе — Іліаді, лікар
- Тамара Тюльпакова — Шатунова, колгоспниця
- Наталія Ченчик — Оленька, дочка Пуговкіна
- Рудольф Мухін — Фомін, браконьєр
- Віктор Плотников — Іван, браконьєр
- Віктор Уральський — Матвій, колгоспник
- Валерій Назаров — епізод

## Знімальна група
- Режисер — Олександр Полинніков
- Сценаристи — Анатолій Жуков, Радій Кушнерович
- Оператор — Аркадій Повзнер
- Композитор — Юрій Чернавський
- Художник — Анатолій Наумов